# John Max
John Max, né John Porchawka le 23 septembre 1936 à Montréal et mort dans cette ville le 5 mai 2011, est un photojournaliste canadien, professeur de photographie et photographe d'art. Il est reconnu pour son utilisation de la séquence narrative, son portrait expressif et son approche intensément personnelle et subjective de la photographie.
Il a grandi à Montréal, où il était actif sur la scène des arts visuels dès le milieu des années 1950, et a publié de nombreux essais photographiques pour des journaux et des magazines. Il a également maintenu des liens étroits avec la scène  américaine.
Max a été soutenu au cours des années 1960 et 1970 par l'Office national du film du Canada (par le biais de son Service de la photographie) et par le Musée des beaux-arts du Canada, à travers différents projets d'expositions et de publications. Abandonnant progressivement le photojournalisme dans les années 1960, il concentre ses travaux sur les expositions et publications d'art photographique. Son œuvre la plus connue, Open Passport (exposée de 1972 à 1976; publiée en 1973) est une longue séquence qui combine en un récit poétique unifié des photographies de diverses sources prises en l'espace d'une décennie.
Après un long voyage au Japon (1974-1979) qui a entraîné sa déportation et la perte de nombreux rouleaux de négatifs, il devint moins visible sur la scène artistique au Canada. À la fin des années 1990 et au début des années 2000, il a bénéficié d'un regain d'intérêt pour son travail, avant sa mort en 2011.
Le travail de John Max a été reconnu par bon nombre de critiques, conservateurs, artistes et photographes au Canada et à l'étranger. Il a également été à l'origine de nombreuses réponses et hommages. Son oeuvre est représentée par la galerie Stephen Bulger de Toronto, qui administre sa succession.
Robert Frank a dit de lui « Quand je pense à la photographie canadienne, son nom vient en premier ».

## Jeunesse et éducation
John Max est né John Porchawka dans la famille d'Anna (née Barczynska) et de Paul Porchawka, tous deux immigrants d'origine ukrainienne provenant de la Galicie, le 23 septembre 1936 à Montréal. Sa famille a vécu dans le quartier multiculturel autour de la Main, jusqu'à ce qu'ils déménagent dans le quartier Rosemont, où Max a passé la plus grande partie de sa vie.
Au secondaire, il a fréquenté l'École des arts et du design du Musée des beaux-arts de Montréal. Dirigée par le peintre Arthur Lismer du Groupe des Sept, l'École offrait des cours pour adultes et pour enfants dispensés par des artistes de carrière sur différents supports, tels que le textile, la peinture, la typographie, les arts graphiques, le dessin ou le design. Porchawka s'est distingué et a remporté des bourses. Il avait également commencé à prendre des photos avec un Kodak Pony 135.

## Carrière
Après avoir obtenu son diplôme d'études secondaires, Porchawka a étudié au Conservatoire de McGill, mais a rapidement abandonné ses études et s'est plutôt concentré sur la photographie. Le travail de photojournalisme et de photographie de rue de Henri Cartier-Bresson et Lutz Dille furent ses premiers modèles. Par sa fréquentation de la bohème montréalaise dans des cafés comme L'Échourie, il fait la connaissance de plusieurs artistes dans les domaines de la peinture, de la sculpture, de l'écriture, du théâtre, du cinéma et de la photographie. Pendant de nombreuses années, il a photographié intensivement des artistes montréalais dans l'espoir de produire un « portrait de la Bohême ». Cette démarche a alimenté ses premières expositions et publications qu'il fit sous le nom de « John Max ». La production de Max pour les magazines ralentit au cours de la seconde moitié des années 1960, et sa pratique se tourne alors principalement vers la photographie d'art pour le reste de sa carrière.

### 1957-1965: Bohème montréalaise
En 1957, John Max a contribué une courte séquence photographique et un portrait à l'exposition de groupe Photographie 57 à l'Université de Montréal. C'était une réponse anticipée à la visite de l'exposition du MoMA, The Family of Man plus tard cette année-là au Musée des beaux-arts de Montréal. Défendant la photographie en tant qu'expression artistique, l'exposition comptait parmi ses participants Claude Jutra, Michel Brault, John Max, Vittorio Fiorucci, Jauran (Rodolphe de Repentigny), Jean-Paul Mousseau, Gordon Webber et bien d'autres. À peu près à la même époque, Max a contacté la maison George Eastman avec l'aide de Sam Tata et de Fiorucci. Il y a rencontré Nathan Lyons, qui l'a soutenu tout au long de sa carrière et l'a inclus dans l'exposition Photography 63,,.
La première exposition solo de John Max a ouvert ses portes en 1960 à l'Université McGill, mais elle a été rapidement censurée: John Max Shouts : Enough, No More, I Want rouvrit quelques jours plus tard dans un club privé à proximité. L'exposition présentait, entre autres séquences, une performance de la danseuse moderniste Suzanne Rivest interprétée comme un chemin de croix, une suggestion de l'ami de Max Jean-Claude Germain.
Max devint alors devenu un collaborateur régulier aux magazines et suppléments illustrés tels que Maclean’s, Perspectives, Vie des arts et Weekend Magazine, auxquels il fournit des essais photographiques sur la scène artistique montréalaise, photographiant entre autres Jacques Hurtubise, Rita Letendre, Laure Major, Marcella Maltais, Suzanne Meloche, Robert Roussil et Armand Vaillancourt. Son portrait du poète Leonard Cohen a également orné la couverture de la première édition de son recueil The Spice-Box of Earth (1961). Il a notamment contribué à un reportage de Maclean's sur la scène artistique montréalaise, « The Last Bohemia » et un autre sur la communauté crie du lac Mistassini. Ce reportage a contribué à asseoir sa réputation et à attirer l'attention de Lorraine Monk, productrice exécutive du Service de la photographie de l'Office national du film du Canada.

### 1966-1970: Reconnaissance institutionnelle et contre-culture
Le Service de la photographie de l'ONF a acquis certaines des photographies de Max de Mistassini (aujourd'hui Mistissini, Québec) en 1965 et il a fait un certain nombre de contrats pour le Service au cours des années suivantes. Il participa à une série de publications de l'ONF, à commencer par les livres du Centenaire du Canada Call them Canadians et Ces visages qui sont un pays, ainsi que les catalogues d'exposition de la série IMAGE (1967-1970),,,. Le Musée des beaux-arts du Canada le soutient également et il est choisi en 1967 pour représenter le Canada à la 5e Biennale de Paris, aux côtés du sculpteur Henry Saxe, du graveur Pierre Hébert et du cinéaste Al Sens. Max a présenté une séquence de six photographies sur le thème imposé du fantastique, pour laquelle il a reçu un prix de 1000 F.
Il a participé à de nombreuses expositions de groupe au Canada, a voyagé en Angleterre et en France et a enseigné la photographie au Collège Loyola à Montréal avec l'aide de l'artiste multidisciplinaire Charles Gagnon,. Gagnon avait inclus de nombreuses photographies de Max dans le pavillon chrétien d'Expo 67, à la fois pour l'exposition photographique et dans le film Le huitième jour. Le film de Gagnon était un commentaire sur l'aliénation croissante de la vie sous la menace de la guerre nucléaire, et son utilisation d'images fixes rappelait les films d'Arthur Lipsett, un autre ami de Max, qui lui-même a joué dans les films de Lipsett 21-87 et N-Zone.
La participation de Max au mouvement de la contre-culture de la fin des années 1960, telle sa participation au troisième numéro du magazine de libération sexuelle Sexus, l'a également conduit à expérimenter avec le diaporama. Ses images ont été utilisées dans de nombreux événements du Lord Maudsley Circus of the Performing Arts un collectif de spectacles de lumière créé par les éditeurs du magazine souterrain Montréal LOGOS. Les diaporamas de Max pour le Lord Maudsley ont été joués à l’ouverture d’une rétrospective Alfred Pellan au Musée d’art contemporain de Montréal le 29 avril 1969 et lors du concert de Janis Joplin du 4 novembre 1969 au Forum de Montréal.

### 1970-1973: Œuvres principales
Au début des années 1970, John Max a produit trois œuvres majeures. Le 8 janvier 1970, il ouvre sa deuxième exposition solo à Paris à la Société française de photographie, Le soleil brilla toute la nuit. 57 photographies dans un style très chargé et graphique furent exposées, parmi les plus expressives de Max.
En 1971, le documentaire ... to be INDIAN a été diffusé à la télévision par la Canadian Broadcasting Corporation (CBC). Réalisé par Jesse Nishihata, le film était entièrement composé de photographies prises par Max, animées à la manière des films de l'ONF tels que Capitale de l'or, de Wolf Koenig (en) et Colin Low (un style qui fut plus tard connu sous le nom de « effet Ken Burns »). Les images ont été synchronisées avec des entrevues; ensemble, elles brossent le portrait de trois communautés autochtones de l'Alberta (Blue Quills College, Frog Lake et Smallboy Camp) au cours d'un moment tendu dans leurs relations avec le gouvernement canadien au sujet de leur statut d'Indien, de leur autonomie gouvernementale et de leurs revendications territoriales.
Enfin, en 1972, l'exposition Open Passport = Un passeport infini a ouvert ses portes à la Galerie de l'image de l'ONF à Ottawa. Une séquence de 161 photographies en noir et blanc extraites des archives de Max, dont certaines datent de 1960, Open Passport est largement considéré comme son œuvre la plus importante. Les photographies sont principalement des portraits de la famille de Max (sa femme et son fils) et de ses amis, dont beaucoup étaient des artistes et des personnalités établies. Parmi ceux qui sont représentés, Leonard Cohen, Janis Joplin, Sam Tata, François Dallegret, Vittorio Fiorucci, Guy Borremans, Sylvain P. [Henri] Cousineau, Lorraine Monk, Jean-Claude Germain, Moondog, Arthur Lipsett, Frank Zappa et Gail Zappa, Henry Zemel, Gordon Sheppard, Nina Raginsky, Judith Eglington, Charles Gagnon, Dennis Stock, Martin Lavut, Grace Slick et Michio Kushi.
Max a unifié la sélection pour Open Passport en organisant les images selon une progression narrative. Il regroupe les images dans des grilles, utilise des répétitions et différentes stratégies de séquençage qui peuvent rappeler des expositions photographiques à grande échelle telles que The Family of Man. L'histoire sous-jacente est celle d'un couple confronté à l'arrivée d'un enfant: alors que la mère éprouve le poids croissant de l'enfant sur sa santé mentale et son énergie, le père est confronté à un dilemme entre sa carrière artistique et sa famille. Le conflit est finalement résolu par son départ, mais cette résolution n'est pas considérée comme une fin heureuse par les personnes impliquées,.
Open Passport était accompagnée d'un diaporama des photographies lors de son ouverture à Ottawa et à Montréal et l'exposition a voyagé à plusieurs endroits au Canada jusqu'en 1976. Elle a été publiée sous forme de livre photo par le magazine torontois IMPRESSIONS dans son numéro spécial 6 et 7 à la fin de 1973. A.D. Coleman l'a recensé favorablement dans le New York Times.

### 1974-1995: Voyage au Japon et retour au pays
À la suite du succès critique d'Open Passport, John Max fut intronisé en 1974 comme membre de l'Académie royale des arts du Canada et reçut une Bourse de travail libre du Conseil des arts du Canada pour photographier au Japon. Il avait longtemps professé son intérêt pour la culture et la spiritualité du pays, et il y est resté quatre ans, de 1974 à 1978. Malheureusement, il n'est pas parti avant l'expiration de son visa, et il a été arrêté par les autorités japonaises, ses milliers de rouleaux de film mis en entrepôt. Beaucoup d'entre eux ont été rendus inutilisables en raison des conditions de stockage, mais il a finalement ramené le reste au Canada.
Au cours des années 1980, il a fait trois expositions individuelles dans de petites galeries qui ont reçu une couverture médiatique limitée: John Max: Images of Japan, 1974–79 Photographs (1982), On the Wings of a Mosquito: The Nothing and The Everything (1984) et Strike up the Band! (1986). En 1991, il devait présenter une exposition rétrospective couvrant toute la carrière au cours du Mois de la photo à Montréal, mais il a échoué et n'a livré que deux photographies. Ses photos ont été occasionnellement incluses dans des expositions de groupe, et il a montré certains de ses dessins en 1995.

### 1997-2011: Redécouverte et dernières années
À la fin des années 1990, grâce aux efforts de la Stephen Bulger Gallery à Toronto et de VOX à Montréal, John Max a exposé des photographies d'Open Passport, du Japon et d'On the Wings of a Mosquito recevant cette fois-ci un meilleur accueil critique. Le Musée de la photographie à Charleroi, en Belgique, a exposé ses photographies qui furent publiées dans un catalogue, Quelque chose suit son cours = Something is taking its place (1998). Max faisait également partie de l'édition 1999 du Noorderlicht Fotofestival à Groningue aux Pays-Bas, et quatre photographies de Open Passport ont été imprimées dans le catalogue Wonderland.
Au début des années 2000, ses photos sont apparues dans des expositions collectives thématiques rétrospectives du Musée canadien de la photographie contemporaine, du Musée d'art contemporain de Montréal et du Musée des beaux-arts de Montréal. Deux projets ont simultanément tenté d’esquisser une biographie de Max, l’essai de David Homel Le monde est un document (2002) et le film documentaire de Michel Lamothe, John Max: A Portrait (2010). Le film de Lamothe a été tourné au moment où Max fut expulsé de sa maison en 2003 et le montre dans une situation désespérée.
La vente d'un jeu complet de tirages d'épreuves de l'exposition Open Passport au Musée canadien de la photographie contemporaine offrit à Max une certaine sécurité financière tandis que le soutien de ses amis (Lamothe, Gabor Szilasi, Claude Chamberland entre autres) permit l'évacuation de sa maison surchargée et la sauvegarde de son archive photographique.
Il a vécu dans un ashram bouddhiste pendant les dernières années de sa vie et est décédé le 5 mai 2011.

## Vie personnelle
John Max était marié à l'illustratrice médicale Janet Peace (1933–2011). Ils ont eu un fils, David, à qui est dédié Open Passport. Ils ont divorcé quelques années après leur mariage; Peace a ensuite vécu au Mexique et au Canada avec son fils et son deuxième mari.

## Réception
De nombreux photographes et artistes comme Benoit Aquin et Marc Séguin ont souligné l'importance de John Max et de ses oeuvres. Une série de portraits de John Max fait partie de l'installation 48 Views de Arnaud Maggs.
Open Passport a également été référencé par différentes œuvres : 
- Mona Nima (1977) de Sylvain P. Cousineau[63]
- Le livre d'artiste Hommage (2005) de Serge Clément contient à la fois une copie de Open Passport et une séquence dans le même style par Clément[64]
- Le compositeur Christopher Mayo a réalisé To Discard all Images (2019), une pièce pour voix et instruments combinant des enregistrements des réactions de différents photographes à Open Passport avec la partition originale de Mayo[65].

John Max est à la base du personnage fictif de John Marchuk dans le roman Une maison sans esprits (2022), par David Homel. Le roman revisite les rapports de Homel avec Max aux alentours de 2002 en vue de la publication du livre Le monde est un document (2002).

## Œuvre

### Expositions
Étant donné que bon nombre des expositions suivantes ont également voyagé dans une multiplicité de sites au cours de nombreuses années, seuls le lieu et l'année d'ouverture sont indiqués.

#### Solo
- 1960 : John Max Shouts: Enough, No More, I Want, Université McGill, Montréal
- 1970 : Le soleil brilla toute la nuit, Société Française de Photographie, Paris
- 1972 : Open Passport = Un passeport infini, La Galerie de l'image de l'ONF, Ottawa
- 1982 : John Max: Images of Japan, 1974–79 Photographs, A.R. Encadrements, Montréal
- 1984 : On the Wings of a Mosquito: The Nothing and The Everything, Dazibao, Montréal
- 1986 : Strike up the Band!, The Art Workshop, Montréal
- 1997 : Swallowing a Diamond, Stephen Bulger Gallery, Toronto
- 1997 : Open Passport, VOX, Montréal

#### Expositions collectives choisies
- 1957 : Photographie 57, Université de Montréal
- 1963 : Photography 63 / An International Exhibition, George Eastman House
- 1967 : 5e Biennale de Paris, Musée d'art moderne de Paris
- 1967 : Exposition universelle et internationale Montréal 1967 (Expo '67)
- 1967 : Bytown International Photographic Exhibition, Camera Club of Ottawa[68]
- 1967 : Photography in Canada 1967 = Photographie au Canada 1967, ONF
- 1968 : Other Places = Sous d’autres cieux, ONF
- 1969 : Seeds of the spacefields = Cela commença par un rêve et ce fut la création, ONF
- 1969 : Image 6: Photography in Canada 1969 = Photographie au Canada 1969, ONF
- 1969 : Quatre photographes montréalais: Marc-André Gagné, Ronald Labelle, John Max, Michel Saint-Jean = Four Montreal Photographers, Musée des beaux-arts du Canada[69]
- 1999 : Wonderland, Noorderlicht Photofestival

#### Expositions posthumes
- 2017 : John Max: Open Passport, La Castiglione, Montréal[70]
- 2022 : John Max: Former l'image, Rencontres internationales de la photographie en Gaspésie, Pointe-à-la-Croix[71]

#### Publications académiques
- (en) Michel Hardy-Vallée, « The Photobook as Variant: Exhibiting, Projecting, and Publishing John Max’s Open Passport », History of Photography, vol. 43, no 4,‎ 2019, p. 399–421 (ISSN 0308-7298, OCLC 224515993, DOI 10.1080/03087298.2020.1771052)

- (en) Michel Hardy-Vallée, « Thinking Onto the Box: The Photographer's Archive as Instrument », Anales de Historia del Arte, vol. 32,‎ 2022, p. 351–372 (ISSN 0214-6452, OCLC 62784802, DOI 10.5209/anha.83075)

#### Monographies
- John Max, Open Passport, Toronto, IMPRESSIONS, 1973 (OCLC 1118991051)
- (fr + en) John Max et Georges Vercheval, Quelque chose suit son cours = Something is Taking its Place, Charleroi, Musée de la photographie à Charleroi, 1998 (ISBN 978-2-87183-030-6, OCLC 757584367)
- (fr + en) John Max, Michel Hardy-Vallée et Anaïs Barbeau-Lavalette, Premières planches : photos de John Max, Québec, VU, Centre de diffusion et de production de la photographie, 2025 (ISBN 9782921440400, OCLC 1499626397)

#### Ouvrages collectifs choisis
- (en) Photography 63 : An International Exhibition, Rochester, NY, George Eastman House, 1963 (OCLC 613432467)
- Serge Clément, Hommage : John Max—Open Passport, Montréal, S. Clément, 2005 (OCLC 62430203, lire en ligne)
- (en) Machiel Botman (dir.) et Wim Melis (dir.), Noorderlicht : Wonderland, Groningue, Pays-Bas, Stichting Aurora Borealis, 1999 (ISBN 978-90-76703-03-9, OCLC 905439783)
- (en + fr) David Homel et John Max, Le monde est un document, Québec, Éditions J’ai VU, 2002 (ISBN 978-2-922763-04-1, OCLC 747175727)
- Robert Millet (dir.) et al., Quelques uns des travaux exposés d’abord à l’Université de Montréal en février ’57 par un groupe qui croit que la photographie est autre chose qu’un médium impersonnel de reproduction…, Montréal, Société Artistique de l’Université de Montréal, 1957 (OCLC 938043393)
- (en) Lorraine Monk (dir.), Call them Canadians : A Photographic Point of View, Ottawa, Queen’s Printer, 1968 (OCLC 622822727)
- Lorraine Monk (dir.), Ces visages qui sont un pays, Ottawa, Imprimeur de la Reine, 1968 (OCLC 604354983)
- (en + fr) Lorraine Monk (dir.), Photography = Photographie Canada 1967, Ottawa, Office national du film du Canada, coll. « IMAGE » (no 2), 1968 (OCLC 191407)
- (en + fr) Lorraine Monk (dir.), Other Places = Sous d’autres cieux, Ottawa, Office national du film du Canada, coll. « IMAGE » (no 3), 1968 (OCLC 30071341)
- (en + fr) Lorraine Monk (dir.), Seeds of the spacefields (a sequence of ten dreams) = cela commença par un rêve et ce fut la Création (une série de dix rêves), Toronto, Martlet Press, coll. « IMAGE » (no 5), 1969 (OCLC 62931108)
- (en + fr) Lorraine Monk (dir.), Image 6 : A Review of Contemporary Photography in Canada = Une revue de la photographie contemporaine au Canada, Toronto, Martlet Press, coll. « IMAGE » (no 6), 1970 (OCLC 1131342409)
- Jean Pichette (dir.), Les tours de Babel : La paix après le 11 septembre, Montréal, Les 400 coups, coll. « Sortir la tête », 2002 (ISBN 978-2-89540-081-3, OCLC 61445224)

#### Essais photographiques choisis
- Jean Bouthillette, « La Roulotte promène ses personnages de parc en parc », Perspectives,‎ 24 juin 1961, p. 6-10 (lire en ligne)
- (en) John Max, « The Last Bohemia », Maclean's,‎ 22 avril 1961, p. 24-27 (lire en ligne)
- (en) John Max, « Some Indians with no White Problem — Yet », Maclean's,‎ 6 juillet 1963, p. 22-24 (lire en ligne)
- (en) Jon Ruddy, « Is the World (Or Anybody) Ready for Leonard Cohen? », Maclean's,‎ 1er octobre 1966, p. 18-19,33-34 (lire en ligne)
- Pierre Saucier, « Jeunes peintres au travail », Vie des arts, no 22,‎ printemps 1961, p. 37-45 (lire en ligne)
- (en) Bill Trent, « Alfred Pellan: Lover of Life and Art », Weekend Magazine,‎ 15 octobre 1960, p. 56 (lire en ligne)

### Filmographie
- 1964 : 21-87 de Arthur Lipsett : acteur[30]
- 1967 : Le huitième jour (The Eighth Day) de Charles Gagnon : photographies[29]
- 1970 : N-Zone de Arthur Lipsett : acteur[31]
- 1971 : ...to be INDIAN de Jesse [Hideo] Nishihata : photographies
- 1999 : Photographie : onze artistes du Canada (Photography: Eleven Artists from Canada) de Herménégilde Chiasson : lui-même[72]
- 2006 : Remembering Arthur (en) de Martin Lavut (en) : lui-même[73]
- 2010 : John Max: A Portrait (John Max : un portrait) de Michel Lamothe : lui-même[27]

## Collections
- Banque d'art du Conseil des arts du Canada[74]
- Galerie d'art de l'Université Carleton[75], Ottawa[76]
- Cinémathèque québécoise, Montréal[77],[78]
- Musée des beaux-arts du Canada, Ottawa[2]
- Musée d'art contemporain de Montréal[79]
- Musée d'art de Joliette, QC[80]
- Musée des beaux-arts de Montréal[81]
- Musée national des beaux-arts du Québec, Québec[82]
- Winnipeg Art Gallery, Manitoba[83]
- George Eastman Museum, Rochester, NY[84]